# Hispanopithecus crusafonti
Hispanopithecus crusafonti es una especie extinta de primate homínido  encontrada en la zona del Vallés Occidental (Cataluña). 
Según un estudio de 1996, esta especie sería un sinónimo de Dryopithecus laietanus. Según este estudio:

«(1) No hay pruebas morfológicas o métricas convincentes para apoyar el reconocimiento de más de una especie de Dryopithecus en la depresión del Vallés-Penedés, (2) Todo el material del Vallés-Penedés se puede atribuir a D. laietanus (Villalta & Crusafont, 1944) (3) La especie D. crusafont Begun, 1992 se considera insuficientemente diferente a D. laietanus, y es reconocido aquí como un sinónimo tardío de este último, y (4) la mandíbula de El Firal de los Pirineos españoles correspondería a Dryopithecus fontani».

| Distribución de Dryopithecus en Europa                      |
| ----------------------------------------------------------- |
| D. fontani D. brancoi D. laietanus D. crusafonti D. brancoi |